# Fraser Fyvie
Fraser Fyvie (Aberdeen, Escocia, 27 de marzo de 1993) es un futbolista escocés que juega como centrocampista en el Cove Rangers F. C. de la Liga Uno de Escocia.

## Clubes
| Club                           | País       | Año       |
| ------------------------------ | ---------- | --------- |
| Aberdeen F. C.                 | Escocia    | 2009-2012 |
| Wigan Athletic F. C.           | Inglaterra | 2012-2015 |
| Yeovil Town F. C. (cedido)     | Inglaterra | 2013      |
| Shrewsbury Town F. C. (cedido) | Inglaterra | 2014      |
| Hibernian F. C.                | Escocia    | 2015-2017 |
| Dundee United F. C.            | Escocia    | 2017-2019 |
| Cove Rangers F. C.             | Escocia    | 2019-     |

## Palmarés

### Títulos nacionales
| Título          | Club                 | País       | Año     |
| --------------- | -------------------- | ---------- | ------- |
| FA Cup          | Wigan Athletic F. C. | Inglaterra | 2012-13 |
| Copa de Escocia | Hibernian F. C.      | Escocia    | 2015-16 |